# Kupol Mira
Die Kupol Mira (Transkription von russisch Купол Мира ‚Weltkuppel‘) ist eine Eiskuppel an der Prinzessin-Astrid-Küste des ostantarktischen Königin-Maud-Lands. Sie ragt im Nivlisen auf.
Russische Wissenschaftler benannten sie.